# Барков, Дмитрий Николаевич
Дми́трий Никола́евич Барко́в (1796—1855) — русский театральный критик, переводчик.

## Биография
Родился в 1796 году в семье дворян Тверской губернии.
Воспитывался в Первом кадетском корпусе (по другим сведениям — в 1812 году окончил Второй кадетский корпус); с 20 декабря 1812 года — прапорщик и в этом чине 12 июня 1813 года был зачислен в лейб-гвардии Егерский полк. Участник заграничных походов 1813—1814 годов.
С 6 июня 1822 года штабс-капитан. 26 января 1823 года был уволен от службы «по домашним обстоятельствам» в чине гвардии штабс-капитана.
Был посвящён в петербургской ложе «Избранного Михаила» (в одно время с П. Н. Араповым).
Упоминался в показании декабриста С. П. Трубецкого как член общества «Зелёная лампа». Благодаря его обзорам «Недельные репертуары», члены кружка были осведомлены о текущей жизни театра. Следственная комиссия оставила его членство без внимания.
8 февраля 1826 года поступил на службу в Петербургскую таможню по ведомству департамента внешней торговли Министерства финансов; с 3 сентября 1826 года был помощником столоначальника. С 6 декабря 1828 года камер-юнкер. В 1829 году коллежский асессор, столоначальник в 1 отделении (торговых внешних сношений) департамента внешних сношений. В 1832—1838 годах надворный советник. В 1832 году столоначальник, в 1833—1834 годах помощник правителя канцелярии департамента внешней торговли. В 1834—1837 годах — младший, с 1839 по 1851 годы — старший член Петербургской таможни.
В 1840 году произведён в коллежские советники. С 1846 года был членом Петербургского Английского собрания.
В 1854 году был переведён в канцелярию министра государственных имуществ. С 1855 года состоял причисленным к Министерству государственных имуществ. В ноябре 1855 года уволен по болезни от службы.
Был известен как театральный критик и переводчик театральных пьес; был поклонником Н. Семёновой и неоднократно переводил оперы для её бенефисов. А. С. Пушкин, будучи знаком с ним, не мог не упомянуть его в своих стихах:
Желал бы быть твоим, Семенова, покровом

Или собачкою постельною твоей

Или поручиком Барковым

Ах он, поручик! ах, злодей!
Умер в Италии, в Пизе, 3 декабря 1855 года[по какому календарю?].